# 虹の雪
『虹の雪』（にじのゆき）は、Alice Nineの通算19枚目のシングル。2011年12月21日に徳間ジャパンコミュニケーションズから発売された。

## 解説
初回限定盤Aはタイトル曲のPV、MUSIC CLIPのメイキング映像とライブ映像が収録されたDVDが同梱される。初回限定盤Bはライブ映像のみ収録されたDVDが同梱される。通常盤のカップリングにはシングル「闇ニ散ル桜」のアナザーヴァージョンが収録。
タイトル曲の「虹の雪」はTBS系『CDTV』12月度オープニングテーマ。

## 批評
『CDジャーナル』は「タイトル曲は、ドラマティックなギター・ソロから美しい孤独と冷たい愛の世界へ流れ込むメロウ・チューン。他、2005年に限定リリースされた『闇ニ散ル桜』を収録。密やかな情熱と粛々とした優しさをロック・ビートで著した。」と批評した。

## 収録曲

### 初回限定盤A/B
CD
1. 虹の雪 [4:28]
  - 作詞・作曲：将
2. NEMESIS [4:09]
  - 作詞：将／作曲：ヒロト・虎

DVD (A)
1. 「虹の雪」 MUSIC CLIP
2. MUSIC CLIP MAKING
3. 閃光 (Live at “7th THEATER” 2011.9.9)

DVD (B)
1. I. (Live at "7th THEATER" 2011.9.9)
2. 風凛 (Live at "7th THEATER" 2011.9.9)
3. GEMINI (Live at "7th THEATER" 2011.9.9)

### 通常盤
1. 虹の雪
2. NEMESIS
3. 闇ニ散ル桜 (another version) [5:18]
  - 作詞：将／作曲：アリス九號.